# 亚历克斯·琼斯 (1994年)
亚历山大·「亞歷克斯」·琼斯（英語：Alexander "Alex" Jones，1994年9月28日—）是一名英格蘭職業足球員，司职前鋒，現效力於英甲球會布拉德福德城。

## 球會生涯

### 西布罗姆维奇
亚历山大·琼斯生於薩頓科爾菲爾德，12歲時加入西布罗姆维奇青年隊。2009年，他是耐克超級盃參賽名單的一員，並贏得該獎項。2011年，他獲得為期兩年的青年獎學金合同，2013年他獲得第三年獎學金合同。2013/14球季，他助球隊贏得伯明翰高級盃。2015年5月，他獲得首份職業合同，為期一年及一年選擇權。琼斯在季前熱身賽受傷倦勤三個月。傷癒後他在U21發展隊的四場聯賽打進四球.。儘管表現良好，令他震驚的是球會沒有延長他的合約，之後他赴沃尔索尔和伯明翰試訓。

### 伯明翰城
琼斯在英冠球會伯明翰試訓期間，獲兩場U21比賽機會後，獲得一份兩年合同。在2015/16球季下半季，他是獲得穩定的U21上場機會。2015年11月，他被外借到全國聯球會格林斯比鎮一個月以獲得一隊比賽經驗。首場比賽以替補身份上場，並助攻給帕德莱格·阿蒙德使球隊作客3-0大勝巴罗。外借的一個月期間，他共上場6次，沒有取得進球，但他的貢獻使球會欲延長他的外借期，但伯明翰沒有此意。
2016年1月，琼斯同意外借到半個地球之遠的澳職球會威靈頓鳳凰，可惜因為未能在限期前遞交FIFA所需文件而告吹，威靈頓鳳凰要求上訴，但無功而還。琼斯仍舊是伯明翰球員，並參加了伯明翰高級盃決賽對全國聯北球會索利赫爾摩爾的比賽，最終輸球未能奪冠。
2016年8月，琼斯外借至英甲球會韦尔港五個月，外借期間他仍能代表伯明翰參加非一隊比賽。8月16日他首次在英格兰足球联赛上場，在84分鐘入替安东·福里斯特，當時球隊以1-0領先罗奇代尔；琼斯入替不到兩分鐘便為球隊獲得一個點球機會，但JJ·胡珀射失。8月27日，他打進兩球使韦尔港以3-1擊敗斯坎索普联。他被提名為8月和9月的每月最佳球員，兩個月內共在8場打進6球。整個外借期間，琼斯共上場21次打進10球。韦尔港希望正式簽入琼斯，據球會主席表示，球會已與伯明翰商討好轉會費，唯球員經理人不同意個人條款而作罷。

### 布拉德福德城
2017年1月5日，布拉德福德城簽下琼斯，合約為期兩年半。加盟會不欠便因傷缺賽5星期，之後在2月25日對前球會韦尔港打進致勝球，以2-1全取3分。2016/17下半季，他共代表布拉德福德城上場15次並打進5球，並參加了在温布利球场舉行的英甲晉級賽決賽，74分鐘入替比爾·克拉克，最終球隊以1-0不敵米尔沃尔，與下季英冠無緣。

## 踢球風格
瓊斯擁有出色的完成最後一擊的能力，只用了19腳射門便射入他在韋爾港的9個進球。

## 生涯數據
最後更新：2017年8月27日
| 球會               | 球季     | 聯賽           | 聯賽 | 聯賽 | 足總盃 | 足總盃 | 聯賽盃 | 聯賽盃 | 其他 | 其他 | 總計 | 總計 |
| 球會               | 球季     | 聯賽           | 上陣 | 進球 | 上陣   | 進球   | 上陣   | 進球   | 上陣 | 進球 | 上陣 | 進球 |
| ------------------ | -------- | -------------- | ---- | ---- | ------ | ------ | ------ | ------ | ---- | ---- | ---- | ---- |
| 伯明翰             | 2015–16  | 英冠           | 0    | 0    | —      | —      | 0      | 0      | —    | —    | 0    | 0    |
| 伯明翰             | 2016–17  | 英冠           | 0    | 0    | —      | —      | 0      | 0      | —    | —    | 0    | 0    |
| 伯明翰             | 總計     | 總計           | 0    | 0    | —      | —      | 0      | 0      | —    | —    | 0    | 0    |
| 格林斯比鎮（外借） | 2015–16  | 全國聯賽第一級 | 4    | 0    | 1      | 0      | —      | —      | 1    | 0    | 6    | 0    |
| 韦尔港（外借）     | 2016–17  | 英甲           | 19   | 9    | 1      | 1      | 0      | 0      | 1    | 0    | 21   | 10   |
| 布拉德福德城       | 2016–17  | 英甲           | 15   | 5    | —      | —      | —      | —      | 1    | 0    | 16   | 5    |
| 布拉德福德城       | 2017–18  | 英甲           | 1    | 0    | 0      | 0      | 0      | 0      | 0    | 0    | 1    | 0    |
| 布拉德福德城       | 總計     | 總計           | 16   | 5    | 0      | 0      | 0      | 0      | 1    | 0    | 17   | 5    |
| 生涯總計           | 生涯總計 | 生涯總計       | 39   | 14   | 2      | 1      | 0      | 0      | 3    | 0    | 44   | 15   |

1. ↑  於英格蘭足總錦標出賽
2. ↑  於英格蘭足球聯賽錦標賽出賽
3. ↑  於英甲附加賽出賽

## 外部連結
- Alex Jones profile at the Bradford City A.F.C. website
- 足球数据库：亚历克斯·琼斯的球员统计数据